# Кэмерон, Коллин
Коллин Кэмерон (англ. Collin Cameron; род. 31 марта 1988 года, Барри, Онтарио, Канада) — канадский спортсмен-паралимпиец, соревнующийся в биатлоне и лыжных гонках. Бронзовый призёр зимних Паралимпийских игр 2018 года в Пхёнчхане и зимних Паралимпийских игр 2022 года в Пекине.

## Биография
На зимних Паралимпийских играх 2018 года в Пхёнчхане Коллин Кэмерон завоевал 3 бронзовые медали: в составе команды Канады занял третье место в открытой эстафете 4x2,5 км в лыжных гонках, а в биатлоне был третьим на дистанциях 7,5 км и 15 км среди спортсменов, соревнующихся сидя.
На зимних Паралимпийских играх 2022 в Пекине 6 марта Коллин Кэмерон с результатом 47:36.6 завоевал бронзовую медаль в лыжных гонках на дистанции 18 км среди спортсменов, соревнующихся сидя, уступив китайским спортсменам Чжэн Пэну и Мао Чжунъу. 9 марта занял третье место в спринте, вновь уступив Чжэну (+3,9 секунд) и Мао в финале. 13 марта команда Канады (Коллин Кэмерон, Эмили Янг, Марк Арендз, Натали Уилки) с результатом 27:00.6 заняла третье место в смешанной эстафете 4×2,5 км в лыжных гонках, уступив американским и китайским спортсменам.